# Příspěvek na úhradu volebních nákladů
Příspěvek na úhradu volebních nákladů je paušální částka, kterou stát vyplácí při některých typech voleb volebním stranám, které ve volbách dosáhnou určité míry úspěchu. V České republice vzniká nárok na tento příspěvek již při nižším podílu hlasů, než je uzavírací klauzule (volební kvórum) pro získání mandátů, a příspěvek je hrazen ve výši úměrné počtu získaných hlasů.
Tímto příspěvkem se zúčastněným volebním stranám vrací nejen příspěvek na volební náklady, který musí každá volební strana před některými typy voleb uhradit, aby se mohla voleb účastnit, ale zároveň je i dodatečným příspěvkem na volební kampaň. Zatímco příspěvek na volební náklady má odradit od účasti ve volbách ty volební strany, které nemají naději na významný úspěch, a reguluje tak počet kandidujících stran, příspěvek na úhradu volebních nákladů má naopak umožnit účast v politické soutěži i těm subjektům, které by k tomu samy neměly finanční sílu.

## Česká republika
V České republice vzniká při volbách do Poslanecké sněmovny PČR nárok na příspěvek při dosažení alespoň 1,5 % platných hlasů (v minulosti činila tato hranice 3 %) a při volbách do Evropského parlamentu při dosažení alespoň 1 % platných hlasů.
Ve volbách do Evropského parlamentu získává politická strana, politické hnutí nebo koalice, která získala nejméně 1 % z platných odevzdaných hlasů, ze státního rozpočtu za každý odevzdaný hlas 30 Kč, ve volbách do Poslanecké sněmovny PČR za každý hlas 100 Kč.
Ve volbách do Senátu PČR, krajských zastupitelstev, zastupitelstev obcí a při volbě prezidenta se příspěvek nevyplácí.

## Související článek
- Financování politických stran v Česku